# ناتسومي وكتاب الأصدقاء: رفع الحجر والزائر الغريب
ناتسومي وكتاب الأصدقاء: رفع الحجر والزائر الغريب (باليابانية: 夏目友人帳 石起こしと怪しき来訪者، بالروماجي: Natsume Yūjin-Chō: Ishi Okoshi to Ayashiki Raihōsha) هو فيلم أنمي يابانية مقتبس من مانغا ناتسومي وكتاب الأصدقاء من تأليف يوكي ميدوريكاوا، الفيلم من إخراج هيديكي إيتو تحت أشراف تاكاهيرو أوموري، ومن إنتاج استوديو شوكا، عرض في اليابان في 16 يناير عام 2021.

## القصة
تزور احداث القصة عن تاكاشي ناتسومي الذي يلتقي في أحد الغابات يوكاي صغير يُدعى ميتسومي الذي يخبره أنه مكلف بإيقاظ يوكاي مقدّس يدعى إيواتيتسو من سباته العميق لكنه يواجه بعض المتاعب، فيحاول ناتسومي مساعدته.

## الأداء الصوتي
| الشخصية                | الأداء الصوتي    |
| ---------------------- | ---------------- |
| تاكاشي ناتسومي         | هيروشي كاميا     |
| مادارا / نايانكو-سينسي | كازوهيكو إينوي   |
| كانامي تانوما          | كازوما هوري      |
| هينوي                  | أكيمي أوكامورا   |
| ميسوزو                 | تاكايا كورودا    |
| تشوبيهيغي              | تشو              |
| يوكاي العين الواحدة    | تاكاشي ماتسوياما |
| يوكاي وجه الثور        | هيروشي شيموزامي  |
| ميتسومي                | هيساكو كانيموتو  |

## وصلات خارجية
- الموقع الرسمي باللغة اليابانية
- ناتسومي وكتاب الأصدقاء: رفع الحجر والزائر الغريب على موقع IMDb (الإنجليزية)
- ناتسومي وكتاب الأصدقاء: رفع الحجر والزائر الغريب على موقع فيلمافينيتي (الإسبانية)
- ناتسومي وكتاب الأصدقاء: رفع الحجر والزائر الغريب على موقع قاعدة بيانات الفيلم (الإنجليزية)
- ناتسومي وكتاب الأصدقاء: رفع الحجر والزائر الغريب على موقع ليتربوكسد (الإنجليزية)